# 9.ª etapa da Volta a Espanha de 2017
A 9.ª etapa da Volta a Espanha de 2017 teve lugar a 27 de agosto de 2017 entre Orihuela e Cimeiras do Sol sobre um percurso em media montanha de 174 km.

## Classificação da etapa
| \| Classificação por etapas \| Classificação por etapas \| Classificação por etapas \| Classificação por etapas \| Classificação por etapas \| \| Ciclista \| Ciclista \| Equipe \| Tempo \| \| \| ------------------------ \| ------------------------ \| ------------------------ \| ------------------------ \| ------------------------ \| \| 1. \| Chris Froome \| Team Sky \| 4h07m13s \| \| \| 2. \| Esteban Chaves \| Orica-Scott \| + 4s \| \| \| 3. \| Michael Woods \| Cannondale-Drapac \| + 5s \| \| \| 4. \| Wilco Kelderman \| Team Sunweb \| + 8s \| \| \| 5. \| Ilnur Zakarin \| Katusha-Alpecin \| + 8s \| \| \| 6. \| Alberto Contador \| Trek-Segafredo \| + 12s \| \| \| 7. \| David de la Cruz \| Quick-Step Floors \| + 12s \| \| \| 8. \| Sam Oomen \| Team Sunweb \| + 12s \| \| \| 9. \| Nicolas Roche \| BMC Racing Team \| + 14s \| \| \| 10. \| Vincenzo Nibali \| Bahrain-Merida \| + 14s \| \| |                  |                   |          |
| |                  |                   |          |
| Fonte: ProCyclingStats |                  |                   |          |
| Classificação por etapas |                  |                   |          |
| Ciclista | Ciclista         | Equipe            | Tempo    |
| 1. | Chris Froome     | Team Sky          | 4h07m13s |
| 2. | Esteban Chaves   | Orica-Scott       | + 4s     |
| 3. | Michael Woods    | Cannondale-Drapac | + 5s     |
| 4. | Wilco Kelderman  | Team Sunweb       | + 8s     |
| 5. | Ilnur Zakarin    | Katusha-Alpecin   | + 8s     |
| 6. | Alberto Contador | Trek-Segafredo    | + 12s    |
| 7. | David de la Cruz | Quick-Step Floors | + 12s    |
| 8. | Sam Oomen        | Team Sunweb       | + 12s    |
| 9. | Nicolas Roche    | BMC Racing Team   | + 14s    |
| 10. | Vincenzo Nibali  | Bahrain-Merida    | + 14s    |

## Classificações ao final da etapa

### Classificação geral
| \| Classificação geral \| Classificação geral \| Classificação geral \| Classificação geral \| Classificação geral \| \| Ciclista \| Ciclista \| Equipe \| Tempo \| \| \| ------------------- \| ------------------- \| ------------------- \| ------------------- \| ------------------- \| \| 1. \| Chris Froome \| Team Sky \| 36h33m16s \| \| \| 2. \| Esteban Chaves \| Orica-Scott \| + 36s \| \| \| 3. \| Nicolas Roche \| BMC Racing Team \| + 1m05s \| \| \| 4. \| Vincenzo Nibali \| Bahrain-Merida \| + 1m17s \| \| \| 5. \| Tejay van Garderen \| BMC Racing Team \| + 1m27s \| \| \| 6. \| David de la Cruz \| Quick-Step Floors \| + 1m30s \| \| \| 7. \| Fabio Aru \| Astana \| + 1m33s \| \| \| 8. \| Michael Woods \| Cannondale-Drapac \| + 1m52s \| \| \| 9. \| Adam Yates \| Orica-Scott \| + 1m55s \| \| \| 10. \| Ilnur Zakarin \| Katusha-Alpecin \| + 2m15s \| \| |                    |                   |           |
| |                    |                   |           |
| Fonte: ProCyclingStats |                    |                   |           |
| Classificação geral |                    |                   |           |
| Ciclista | Ciclista           | Equipe            | Tempo     |
| 1. | Chris Froome       | Team Sky          | 36h33m16s |
| 2. | Esteban Chaves     | Orica-Scott       | + 36s     |
| 3. | Nicolas Roche      | BMC Racing Team   | + 1m05s   |
| 4. | Vincenzo Nibali    | Bahrain-Merida    | + 1m17s   |
| 5. | Tejay van Garderen | BMC Racing Team   | + 1m27s   |
| 6. | David de la Cruz   | Quick-Step Floors | + 1m30s   |
| 7. | Fabio Aru          | Astana            | + 1m33s   |
| 8. | Michael Woods      | Cannondale-Drapac | + 1m52s   |
| 9. | Adam Yates         | Orica-Scott       | + 1m55s   |
| 10. | Ilnur Zakarin      | Katusha-Alpecin   | + 2m15s   |

### Classificação por pontos
| Classificação por pontos | Classificação por pontos | Classificação por pontos | Classificação por pontos | Classificação por pontos |
| Ciclista                 | Ciclista                 | Equipe                   | Pontos                   |                          |
| ------------------------ | ------------------------ | ------------------------ | ------------------------ | ------------------------ |
| 1.                       | Chris Froome             | Team Sky                 | 55 pts                   |                          |
| 2.                       | Matteo Trentin           | Quick-Step Floors        | 49 pts                   |                          |
| 3.                       | Paweł Poljański          | Bora-Hansgrohe           | 44 pts                   |                          |
| 4.                       | Matej Mohorič            | UAE Team Emirates        | 43 pts                   |                          |
| 5.                       | Esteban Chaves           | Orica-Scott              | 38 pts                   |                          |
| 6.                       | Vincenzo Nibali          | Bahrain-Merida           | 37 pts                   |                          |
| 7.                       | Julian Alaphilippe       | Quick-Step Floors        | 34 pts                   |                          |
| 8.                       | Jan Polanc               | UAE Team Emirates        | 32 pts                   |                          |
| 9.                       | Alexey Lutsenko          | Astana                   | 29 pts                   |                          |
| 10.                      | David de la Cruz         | Quick-Step Floors        | 29 pts                   |                          |

### Classificação por equipas
| Classificação por equipes | Classificação por equipes | Classificação por equipes | Classificação por equipes |
| Equipe                    | Equipe                    | Tempo                     |                           |
| ------------------------- | ------------------------- | ------------------------- | ------------------------- |
| 1.                        | Movistar Team             | 109h06m12s                |                           |
| 2.                        | UAE Team Emirates         | + 19s                     |                           |
| 3.                        | Astana                    | + 4m57s                   |                           |
| 4.                        | Orica-Scott               | + 6m33s                   |                           |
| 5.                        | Sky                       | + 9m40s                   |                           |
| 6.                        | Caja Rural-Seguros RGA    | + 25m19s                  |                           |
| 7.                        | Team Sunweb               | + 28m02s                  |                           |
| 8.                        | BMC Racing Team           | + 29m33s                  |                           |
| 9.                        | AG2R La Mondiale          | + 32m55s                  |                           |
| 10.                       | Quick-Step Floors         | + 36m45s                  |                           |